# Josephus Meile
Joseph(us) Meile (* 24. Juli 1891 in Mosnang; † 6. Januar 1957 in St. Gallen) war römisch-katholischer Bischof von St. Gallen.

## Leben
Meile empfing nach seinem Theologiestudium in Fribourg am 24. März 1917 die Priesterweihe und wurde nach einem Jurastudium in Fribourg 1922 zum Dr. iur. utr. promoviert. Nach seelsorgerischen Tätigkeiten wurde er 1931 Direktor der Katholischen Aktion in St. Gallen-Oberwaid. 1936 wurde er Residentialkanoniker und Pfarr-Rektor in St. Gallen. 1938 wurde er mit der Ehrendoktorwürde des Dr. theol. h. c. der Universität Fribourg geehrt.
Am 20. September 1938 wurde er zum Bischof von St. Gallen gewählt und am 26. September desselben Jahres von Papst Pius XI. ernannt. Am 16. Oktober 1938 spendete ihm der spätere Papst Pius XII. und damalige Kardinalstaatssekretär Pacelli die Bischofsweihe. Er starb am 6. Januar 1957 im Amt und wurde in der St.-Otmars-Krypta der St. Galler Kathedrale beigesetzt.
Er war von 1950 bis 1957 Grossprior der Schweizer Statthalterei des Ritterordens vom Heiligen Grab zu Jerusalem.

## Werke (Auswahl)
- Soziale Erlösung. Gedanken zum heiligen Jahr aus den sozialen Enzykliken. Verband der Genossenschaften Konkordia, Zürich 1932.
- Gibt es für das Einkaufen christliche Grundsätze? Verband der Genossenschaften Konkordia, Zürich 1933.
- Das Gebet um den Frieden. Ausserordentliches Hirtenschreiben des hochw. Herrn Josephus, Bischof von St. Gallen. Buchdruckerei Ostschweiz A.G., St. Gallen 1940.
- Warum ist der Dritte Orden des hl. Franziskus so zeitgemäss? Drittordenszentrale, Schwyz 1942.
- Eine christlichsoziale Selbstbesinnung. Buchdruckerei Konkordia, Winterthur 1943.
- Der ideale Mesnerberuf. Religiöse, rechtliche und soziale Erwägungen für Sakristane, ihre Behörden und Freunde. Schweizerischer Sakristanenverband, St. Gallen 1944.
- Die moderne Arbeiterseelsorge. Verlag Christlichsozialer Arbeiterbund der Schweiz, St. Gallen 1945.
- mit Hans Tomamichel (Illustrator): Das christliche Geheimnis der Krankheit. Buchdruckerei Konkordia, Winterthur 1945.
- als Redaktor: Hundert Jahre Diözese St. Gallen. Gebrüder Oberholzer, Uznach 1947.
- Die Verschönerung des Familienlebens durch die moderne Kultur. Generalsekretariat des CAB, St. Gallen 1950. (Schriften des CAB; 4).